# Давид IV
Дави́д IV (груз. დავით IV; 1073–1125) — грузинський цар з династії Багратіоні, найвидатніший в історії Грузії правитель, який зумів об'єднати країну та розширити її кордони. Святий Грузинської церкви. Прізвисько — Будівни́чий.

## Біографія
Був сином царя Георгія II. Був одним з найвидатніших державних діячів середньовічної Грузії, який сприяв об'єднанню грузинських князівств в єдину централізовану державу. За Давида було створено постійне військо, що складалось із 10 тисяч кипчаків, які втекли до Грузії з Північного Причорномор'я. Кіннота могла протистояти феодальному ополченню, яке не завжди підкорялось царю. 1097 року Давид припинив сплачувати данину сельджукам й відновив незалежність Грузії; приєднав до своїх володінь Кахетію та Ереті (1104) й інші землі. У серпні 1121 року у Дідгорській битві грузинські війська розбили чисельне військо коаліції мусульманських правителів під керівництвом Нур-ад-дін Ільгазі, атабега Мосула та Алеппо. 1122 року, звільнивши Тбілісі, Давид переніс туди столицю з Кутаїсі.
Давид був похований в Академії Ґелаті.

## Пам'ять
Давид Агмашенебелі у середині 1990-их років Священним Синодом Грузинської православної церкви був долучений до святих.
У Тбілісі було зведено пам'ятник грузинському царю Давиду. Рішенням тбіліської мерії цей пам'ятник було перенесено з центральної площі Тбілісі на околиці, на алею, названу на честь великого царя (Алея Давида Будівничого). Рішення про перенесення найважчого в Грузії бронзового монумента було прийнято у зв'язку з реконструкцією площі столиці. Скульптор монументу царю Давиду — Мераб Бердзенішвілі (виступав проти перенесення створеного ним пам'ятника).